# Partia Alenki Bratušek
Partia Alenki Bratušek (słoweń. Stranka Alenke Bratušek) – słoweńska partia polityczna o profilu centrolewicowym. Powstała pod nazwą Sojusz Alenki Bratušek (słoweń. Zavezništvo Alenke Bratušek), w latach 2016–2017 działała pod nazwą Sojusz Socjalliberalnych Demokratów (słoweń. Zavezništvo socialno-liberalnih demokratov).

## Historia
Sojusz został założony 31 maja 2014 z inicjatywy grupy działaczy Pozytywnej Słowenii, zwolenników premier Alenki Bratušek, która utraciła przywództwo w partii, wystąpiła z Pozytywnej Słowenii i podała się do dymisji z urzędu premiera.
Sojusz Alenki Bratušek wziął udział w przedterminowych wyborach parlamentarnych z 13 lipca 2014. Uzyskał w nich około 4,3% głosów i 4 mandaty w Zgromadzeniu Państwowym. W maju 2016 ugrupowanie zmieniło dotychczasową nazwę, a w październiku 2017 przyjęło kolejną, ponownie odwołującą się do nazwiska swojej założycielki.
W wyborach w 2018 ugrupowanie z wynikiem 5,1% głosów otrzymało 5 mandatów w parlamencie. Dołączyło następnie do koalicji tworzącej rząd Marjana Šarca. W 2020 znalazło się w opozycji wobec nowego rządu Janeza Janšy. W wyborach w 2022 partia z wynikiem 2,6% głosów nie przekroczyła wyborczego progu. W tym samym roku ugrupowanie przyłączyło się do Ruchu Wolności.